# Cheilosia crassiseta
Cheilosia crassiseta är en tvåvingeart som beskrevs av Friedrich Hermann Loew 1859. Cheilosia crassiseta ingår i släktet örtblomflugor, och familjen blomflugor.
Artens utbredningsområde är Kroatien. Inga underarter finns listade i Catalogue of Life.